# Platja de les Arenes
La platja de les Arenes (oficialment platja del Cabanyal) delimita al sud amb el port de València i al nord amb la platja de la Malva-Rosa amb una longitud de 1200m, amplària mitjana de 60 i una alta ocupació. D'arena fina i daurada, és una platja de caràcter urbà, un extens passeig marítim amb nombrosos i amplis locals que ocupen antigues cases de bany.
Disposa de tota mena de serveis així com àrees esportives i de jocs per a xiquets. És un lloc d'oci nocturn freqüentat entre els mesos d'abril i octubre.
Encara que el seu nom oficial siga platja del Cabanyal, popularment es coneix com a platja de les Arenes, nom que ve donat per l'antic Balneari de les Arenes, característic edifici que imita a un temple grec, actualment convertit en un hotel, que suposava un lloc de trobada per a la burgesia valenciana de finals del segle xix i inicis del xx.

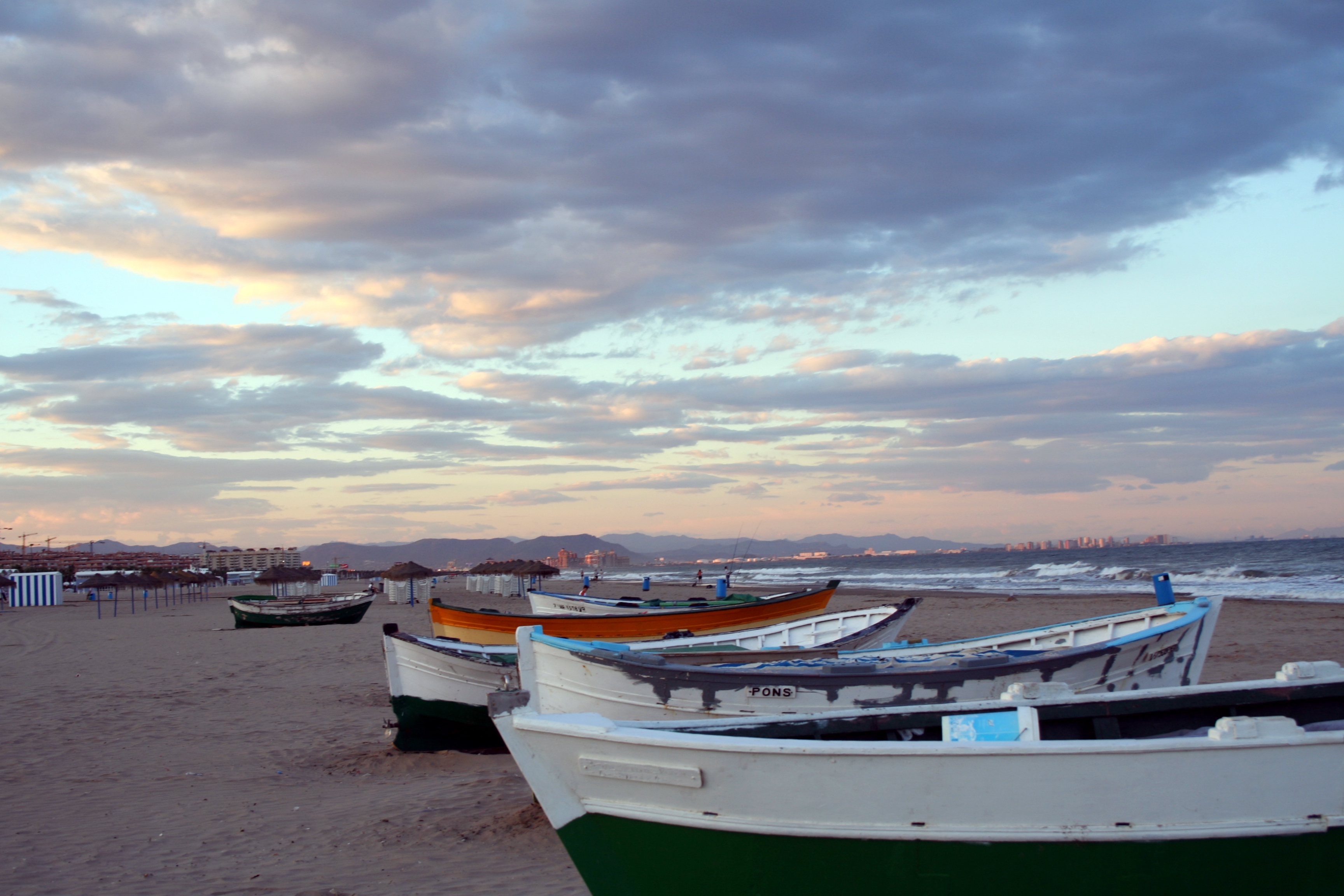
Platja del Cabanyal